# Lill-Kroksjön
Lill-Kroksjön är en sjö i Sollefteå kommun i Ångermanland och ingår i Nätraåns huvudavrinningsområde. Sjöns area är 0,023 kvadratkilometer och den är belägen 308 meter över havet.